# Passionsbildstock (Rödelsee)
Der sogenannte Passionsbildstock ist ein Kleindenkmal in der Gemarkung der unterfränkischen Gemeinde Rödelsee. Der Prozessionsaltar zeigt das seltene Motiv der Leidensstationen Jesu. Er steht in der Flurlage Spieß am Rande der Wiesenbronner Straße.

## Geschichte
Ältester erhaltener Teil des Bildstocks ist der Sockel, der mit einer Inschrift verziert wurde. In einer Kartusche findet sich eine Inschrift, die auf die Stiftung des Bildstocks verweist. Die Inschrift lautet: „Johann Nicolaus Mandel – o Gott ich liebe dich, weil du zuvor geliebt hast mich – 1727 Barbara Mandelin.“ Der Bildstock wurde von der Ehefrau des verstorbenen Johann Nicolaus gesetzt. Die Darstellung der Passion Jesu ist auf fränkischen Bildstöcken selten zu finden, ein Pendant, das wohl aus der gleichen Werkstatt stammt, ist in Dettelbach vor dem ehemaligen Franziskanerkloster zu finden.
Der Bildstock wurde aufgrund seiner Lage an einer vielbefahrenen Ausfallstraße vom zunehmenden Automobilverkehr in der zweiten Hälfte des 20. Jahrhunderts zerstört. Bereits in den 1960er Jahren war der Prozessionsaltar weitgehend verfallen, sodass eine Rettung des ursprünglichen Bestandes nicht möglich war. In der sogenannten Bildstock-Aktion, die vom Landrat des Landkreises Kitzingen, Oskar Schad, ins Leben gerufen wurde, konnte jedoch eine, wahrscheinlich vereinfachte, Kopie des Kleindenkmals Aufstellung finden.

## Beschreibung
Der Bildstock wird vom Bayerischen Landesamt für Denkmalpflege als Baudenkmal eingeordnet. Der Stock steht auf einem älteren rechteckigen Sockel. Darüber erhebt sich ein fast zwei Meter hoher rechteckiger Aufbau, der mit einem Rundbogen abschließt. Eine Inschrift verweist auf den biblischen Hintergrund des Denkmals: „Unseres Friedens wegen liegt die Züchtigung auf ihm/unser aller Sünden hat der Herr auf ihn gelegt.“ Der Stock wird von den sieben angebrachten Reliefs geprägt. Überragt werden sie von einer Kreuzigungsszene. Darunter finden sich Szenen der Passion, die durch Säulenreliefs voneinander getrennt werden.